# German Blues Awards
Die German Blues Awards sind Auszeichnungen für Musiker, Veranstaltungen und Institutionen, die sich um die Förderung des Blues in Deutschland verdient gemacht haben. Die Preise werden seit 2010 in verschiedenen Kategorien vergeben, wobei einige Kategorien jährlich, andere alle zwei Jahre (in geraden oder ungeraden Jahren) ausgeschrieben werden. Neben den nationalen, d. h. auf Deutschland bezogenen, Kategorien gibt es auch einen internationalen Ehrenpreis.
Die Auswahl und Vergabe der German Blues Awards wird vom Verein Baltic Blues e. V. in Eutin organisiert. Die Auswahl der Kandidaten erfolgt auf der Basis einer Umfrage unter Fachjournalisten, Veranstaltern und Produzenten. Die am häufigsten genannten Kandidaten jeder Kategorie werden zur öffentlichen Abstimmung online gestellt. Die Preisträger in den beiden Ehrenkategorien (national und international) werden vom Baltic Blues e. V. bestimmt.
Die Preise sind nicht dotiert. Die Preisträger in den Kategorien Band (national) und Solo/Duo (national) können für die Teilnahme an der International Blues Challenge vorgeschlagen werden.
Die Preisträger werden auf einer Veranstaltung vorgestellt, die der Baltic Blues e. V. in Eutin veranstaltet. Bei gleicher Gelegenheit findet auch die German Blues Challenge statt.

## Kategorien und Preisträger
Insgesamt gibt es Auszeichnungen in 15 Kategorien: 7 werden jährlich ausgeschrieben, plus 3 in ungeraden Jahren und 5 in geraden Jahren.

### Band (national)
Diese Kategorie wird jährlich ausgeschrieben.
- 2010: B. B. & The Blues Shacks
- 2011: B. B. & The Blues Shacks
- 2012: Jessy Martens & Band
- 2013: B. B. & The Blues Shacks
- 2014: Jessy Martens Band
- 2015: B. B. & The Blues Shacks
- 2016: Kai Strauss & The Electric Blues Allstars
- 2017: Jimmy Reiter Band
- 2018: B. B. & The Blues Shacks
- 2019: Kai Strauss & The Electric Blues Allstars
- 2021: The Bluesanovas
- 2020: Hot N’ Nasty
- 2022: Andreas Diehlmann Band
- 2023: The Bluesanovas
- 2024: The Bluesanovas

### Solo/Duo (national)
Diese Kategorie wird jährlich ausgeschrieben.
- 2010: Georg Schroeter & Marc Breitfelder
- 2011: Abi Wallenstein
- 2012: Abi Wallenstein
- 2013: Abi Wallenstein
- 2014: Abi Wallenstein
- 2015: Netzer & Scheytt
- 2016: Georg Schroeter & Marc Breitfelder
- 2017: Abi Wallenstein
- 2018: Abi Wallenstein
- 2019: Abi Wallenstein
- 2020: Abi Wallenstein
- 2021: Abi Wallenstein
- 2022: Michael van Merwyk
- 2023: Michael van Merwyk
- 2024: Michael van Merwyk

### Event-Festival (national)
Diese Kategorie wird jährlich ausgeschrieben.
- 2010: Grolsch Blues Festival Schöppingen
- 2011: Blue Wave Festival, Binz auf Rügen
- 2012: Blue Wave Festival, Binz auf Rügen
- 2013: Blue Wave Festival, Binz auf Rügen
- 2014: Blues in Lehrte, Lehrte
- 2015: Blue Wave Festival, Binz auf Rügen
- 2016: Bluesfest Gaildorf
- 2017: Osnabrücker Blueslawine
- 2018: Blue Wave Festival, Binz auf Rügen
- 2019: Bluesnacht Petershagen, Adi Meyer
- 2020: Freiburger Blues Festival
- 2021: Guitar Heroes Festival, Joldelind, Gerd Lorenzen
- 2022: Bluesnacht Petershagen
- 2023: Dreyland Bluesfestival
- 2024: Freiburg Blues Festival

### Event-Club (national)
Diese Kategorie wird seit 2011 jährlich ausgeschrieben.
- 2011: Downtown Bluesclub, Hamburg
- 2012: Bluesgarage, Isernhagen
- 2013: Laboratorium, Stuttgart
- 2014: Downtown Bluesclub, Hamburg
- 2015: ChaBah, Kandern
- 2016: Extra Bluesbar, Bielefeld
- 2017: Downtown Bluesclub, Hamburg
- 2018: Downtown Bluesclub, Hamburg
- 2019: Torburg, Köln
- 2020: ChaBah, Kandern
- 2021: ChaBah, Kandern
- 2022: ChaBah, Kandern
- 2023: ChaBah, Kandern
- 2024: Mikes Bluestime in Garniers Keller, Friedrichsdorf

### Tonträger (national)
Diese Kategorie wird jährlich ausgeschrieben.
- 2011: B. B. & The Blues Shacks: London Days
- 2012: Jessy Martens & Band: Brand New Ride
- 2013: Henrik Freischlader: House in the Woods
- 2014: Chris Kramer: Chicago Blues
- 2015: B. B. & The Blues Shacks: Business Man
- 2016: Richie Arndt: Mississippi
- 2017: Henrik Freischlader Trio: Openness
- 2018: Jimmy Cornett: Shut Up N Dance
- 2019: Chris Kramer & Beatboxin'n'Blues: Way Back Home
- 2020: The Bluesanovas: Emergency Call for the Blues!
- 2021: The Bluesanovas: Blues ’n‘ Roll
- 2022: Abi Wallenstein’s Spirit of the Blues: Spirit of the Blues
- 2023: The Bluesanovas: The Moonshine Record
- 2024: Blue Deal: Can’t Kill Me Twice

### Ehrenpreis (international)
Diese Kategorie wird jährlich ausgeschrieben.
- 2010: Jay Sieleman (Blues Foundation, Memphis)
- 2011: Aigars Lapsa (Fotograf, Lettland)
- 2012: Hannes Anrig (Promoter, Schweiz)
- 2013: Andrzej Matysik (Polen)
- 2014: Tim Lothar (Musiker, Dänemark)
- 2015: bluesnews.ch
- 2016: Blues Union Cup der Norsk Blues Union (Norwegen)
- 2017: Nick Moss

### Ehrenpreis (national)
Diese Kategorie wird jährlich ausgeschrieben.
- 2010: Leo Gehl (Deutschlandfunk)
- 2011: Fritz Rau (Veranstalter)
- 2012: Detlev Hoegen (CrossCut Records)
- 2013: Vince Weber
- 2014: Peter Urban für die Sendung „Nachtclub“
- 2015: Initiative Musik, Berlin
- 2017: Jürgen Achten

### Schlagzeug/Percussion (national)
Diese Kategorie wird in ungeraden Jahren ausgeschrieben.
- 2011: Martin Röttger
- 2013: Michael Maass
- 2015: Andreas Bock
- 2017: Michael Maass
- 2019: Michael Maass
- 2021: Andreas Bock
- 2023: Micha Maass

### Piano (national)
Diese Kategorie wird in ungeraden Jahren ausgeschrieben.
- 2011: Jan Fischer
- 2013: Georg Schroeter
- 2015: Thomas Scheytt
- 2017: Henning Pertiet
- 2019: Georg Schroeter
- 2021: Nico Dreier
- 2023: Nico Dreier

### Medienpreis (national)
Diese Kategorie wird seit 2011 in ungeraden Jahren ausgeschrieben.
- 2010: Bluesnews
- 2011: WDR Rockpalast
- 2013: BluesRoad
- 2015: Deutschlandfunk für die Sendung „On stage“
- 2017: Deutschlandfunk für die Sendung „On stage“
- 2019: Bluesclubradio Arne Bicker, Radio Dreyeckland in Freiburg
- 2021: Bluesclubradio, Arne Bicker, Radio Dreyeckland
- 2023: Bluesclubradio, Freiburg

### Gesang – weiblich (national)
Diese Kategorie wird seit 2012 in geraden Jahren ausgeschrieben.
- 2012: Jessy Martens
- 2014: Jessy Martens
- 2016: Tanja Telschow
- 2018: Inga Rumpf
- 2020: Inga Rumpf
- 2022: Inga Rumpf
- 2024: Jessy Martens

### Gesang – männlich (national)
Diese Kategorie wird seit 2012 in geraden Jahren ausgeschrieben.
- 2012: Abi Wallenstein
- 2014: Abi Wallenstein
- 2016: Michael von Merwyk
- 2018: Richie Arndt
- 2020: Michael von Merwyk
- 2022: Michael von Merwyk
- 2024: Melvin Schulz

### Gitarre (national)
Diese Kategorie wird in geraden Jahren ausgeschrieben.
- 2010: Henrik Freischlader
- 2012: Henrik Freischlader
- 2014: Henrik Freischlader
- 2016: Michael von Merwyk
- 2018: Kai Strauss
- 2020: Michael Oertel
- 2022: Richie Arndt
- 2024: Jimmy Reiter

### Harp (national)
Diese Kategorie wird in geraden Jahren ausgeschrieben.
- 2010: „Crazy“ Chris Kramer
- 2012: Chris Kramer
- 2014: Chris Kramer
- 2016: Marc Breitfelder
- 2018: Chris Kramer
- 2020: Chris Kramer
- 2022: Chris Kramer
- 2024: Thomas Feldmann

### Instrument sonstige (national)
Diese Kategorie wird in geraden Jahren ausgeschrieben.
- 2010: Tommy Schneller, Saxofon
- 2012: Tommy Schneller, Saxofon
- 2014: Tommy Schneller, Saxofon
- 2018: Tommy Schneller, Saxofon
- 2020: Tommy Schneller, Saxofon
- 2022: Tommy Schneller, Saxofon
- 2024: Thomas Feldmann, Saxofon

## Nicht fortgeführte Kategorie

### Vocal
- 2010: Michael Arlt